# Xenocarida
Xenocarida – hipotetyczny klad stawonogów obejmujący łopatonogi i podkowiastogłowe.
Zarówno łopatonogi, jak i podkowiastogłowe odkryte zostały dopiero w XX wieku. Są wodnymi stawonogami, pozbawionymi oczu. Ich bliskie pokrewieństwo sugerowane było w 2001 przez Giribeta i współpracowników. Na siostrzaną relację łopatonogów i podkowiastogłowych wskazują głównie wyniki dwóch molekularnych analiz filogenetycznych: Regiera i innych z 2005 roku oraz Regiera i innych z 2010 roku. Nazwę Xenocarida dla tworzonego przez nie kladu wprowadzono w drugiej z wymienionych prac. Rozpoznano w niej także jako siostrzane dla Xenocarida sześcionogi, łącząc te grupy w klad Miracrustacea.
Klad łopatonogi+podkowiastogłowe pojawiał się też na części kladogramów uzyskanych przez Schwentnera i innych z 2017. Większość systematyków jednak zakłada, że jest to artefakt, przypuszczalnie powstały w wyniku LBA lub heterogeniczności tempa podstawień, a współcześnie dominującą alternatywą są Labiocarida, czyli klad obejmujący łopatonogi i sześcionogi. Na monofiletyzm Labiocarida wskazują liczne współczesne molekularne oraz molekularno-morfologiczne analizy filogenetyczne, w tym: von Reumonta i innych z 2012, Oakley’a i innych z 2013, Schwentnera i innych z 2017, Schwentnera i innych z 2018 oraz Lozano-Fernandeza i innych z 2019. Ponadto monofiletyzmu Xenocarida nie potwierdziły wyniki Rota-Stabelliego z 2013. Klad Labiocarida wykorzystano w systematyce stawonogów przedstawionej w The Invertebrate Tree of Life Giribeta i Edgecombe’a (2020) bez nadawania mu rangi.
Najstarsze skamieniałości podkowiastogłowych należą do furongiańskiego rodzaju Dala, a najstarsze skamieniałości łopatonogów do karbońskich Tesnusocaris goldichi i Cryptocaris hootchi z wymarłego rzędu Enantiopoda.